# Guillaume III de Garlande
Guillaume III de Garlande, mort vers 1154, est seigneur de Livry dans la première moitié du XIIe siècle. Il est le fils de Guillaume II de Garlande, sénéchal de France, et de son épouse Eustachie de Baudement.

## Biographie
Il devient seigneur de Livry après que son père Guillaume II de Garlande meurt assassiné le 23 mars 1120.
Il est le frère de Manassès de Garlande, évêque d'Orléans.
Il meurt vers 1154 et est remplacé dans ses terres et ses titres par son fils Guillaume IV de Garlande.

## Mariage et enfants
Il épouse Agnès de Crépy, fille de Thibaud II, seigneur de Nanteuil-Le-Haudouin, et de sa seconde épouse Elisabeth de Châtillon, avec qui il a au moins un enfant, :
- Guillaume IV de Garlande, qui succède à son père.

Après son veuvage, Agnès de Crépy épouse en secondes noces Robert II de Mauvoisin, avec qui elle a au moins un autre enfant, Robert III, qui est donc frère utérin de Guillaume IV.
Agnès de Crépy épouse en troisièmes noces Dreux de Mello, avec qui elle a au moins un autre enfant.